# Lingua napoletana
La lingua napoletana (anticamente detta lingua napolitana) è una lingua romanza — appartenente al gruppo italo-dalmata — attestata fin dal Medioevo nell'Italia meridionale.

## Storia
La lingua napoletana trae le proprie origini da un insieme più o meno omogeneo di antichi dialetti italo-meridionali, noti in epoca alto-medievale con il nome collettivo di volgare pugliese; tale denominazione storica derivava dal ducato di Puglia e Calabria (comprendente in realtà vaste porzioni dell'Italia meridionale) che, in epoca normanna, gravitava su Salerno, non a caso definita "la capitale della Puglia" in quanto sede principesca nell'ambito del regno di Sicilia.
Tuttavia, a partire dal XIII secolo, la parte peninsulare dell'Italia meridionale ebbe quale centro propulsore la città di Napoli, capitale dell'omonimo regno per oltre mezzo millennio (fino al XIX secolo), sicché, sotto il profilo linguistico, all'interno dell'area di diffusione del volgare pugliese divenne via via più preponderante l'influsso della variante partenopea, che in origine doveva sostanzialmente coincidere con una forma antica del dialetto napoletano propriamente detto; quest'ultimo, alla stregua degli altri dialetti meridionali appartenenti al medesimo continuum dialettale, avrebbe poi continuato ad evolversi per proprio conto nel corso dei secoli senza alcuna standardizzazione di base (analogamente a quanto avvenuto al dialetto fiorentino in rapporto alla lingua italiana, che pure trae origine da una sua forma antica).
La rilevanza del pugliese "napoletano" andò affermandosi soprattutto a partire dal 1442, quando, per volontà di re Alfonso V d'Aragona e I di Napoli, il suddetto idioma, nella sua forma letteraria (strutturalmente distante dell'odierno vernacolo napoletano, presentando molteplici affinità col toscano e un cospicuo numero di latinismi, nonché, in minor misura, alcuni desueti prestiti lessicali di adstrato da altre continuità romanze), andò a costituire la lingua ufficiale della cancelleria del regno alternandosi in tale ruolo con il volgare toscano e sostituendo in alcuni contesti il latino, pur conservando tale funzione per un periodo relativamente breve: fino al 1501, quando, per volere degli stessi letterati locali dell'Accademia Pontaniana, venne progressivamente sostituito — e dal 1554, per volontà di Girolamo Seripando, in modo definitivo — dal suddetto volgare toscano, ossia dall'italiano standard che, proprio dal XVI secolo, e in concomitanza con la trasformazione in viceregno del reame di Napoli, è usato come lingua ufficiale e amministrativa di tutti gli Stati italiani preunitari (con l'eccezione della parte insulare del Regno di Sardegna, ove l'italiano standard assunse tale posizione a partire dal XVIII secolo) e, successivamente, dell'Italia stessa.
Anche dal XVIII secolo in poi, e in un contesto di già riacquistata autonomia e indipendenza politica del Regno di Napoli (divenuto a seguire Regno delle Due Sicilie), la lingua napoletana continuò a non godere di alcuno status di ufficialità, dato che la funzione di lingua ufficiale e amministrativa del regno era ormai, già da tempo, svolta dalla lingua italiana; ciò nonostante, il prestigio storico-letterario e culturale della lingua napoletana sopravviverà assai più a lungo, andando ben oltre il Risorgimento e l'unità d'Italia e, sotto molti aspetti, giungendo anche in epoca contemporanea.
Alcuni studiosi moderni mettono però in dubbio l'esistenza di una "lingua napoletana" sovraregionale che accomunerebbe gran parte dell'Italia meridionale sia sul piano storico-linguistico, che su quello storico-politico e culturale e identitario, pur riconoscendo alla città di Napoli un'influenza o contaminazione esercitata sui dialetti meridionali.

## Fonetica e ortografia

### Vocalismo
|             | Anteriore | Centrale | Posteriore |
| ----------- | --------- | -------- | ---------- |
| Alta        | i         |          | u          |
| Medio-alta  | e         | ə        | o          |
| Medio-bassa | ɛ         | ə        | ɔ          |
| Bassa       |           | a        | ɑ          |

### Consonantismo
|               | Bilabiali | Labio- dentali | Dentali/ Alveolari | Post- alveolari | Palatali | Velari |
| ------------- | --------- | -------------- | ------------------ | --------------- | -------- | ------ |
| Nasali        | m         |                | n                  |                 | ɲ        | ŋ (n)  |
| Occlusive     | p b       |                | t d                |                 | c ɟ      | k ɡ    |
| Affricate     |           |                | d͡z (z)             | t͡ʃ d͡ʒ           |          |        |
| Fricative     |           | f v            | s (s)              | ʃ (s)           |          | ɣ (gh) |
| Vibrante      |           |                | r                  |                 |          |        |
| Laterali      |           |                | l                  |                 | ʎ        |        |
| Approssimante |           |                |                    |                 | j        | w      |

### Ortografia
| Lettera | IPA      | Pronuncia |
| ------- | -------- | --- |
| a       | a~ɑ /ə/  | a è solitamente aperta, pronunciata a volte come la a nell'inglese father. quando è in finale di parola e non accentata, è pronunciata come uno scevà |
| e       | ɛ, e /ə/ | accentata si pronuncia sia come la è che come la é italiane. senza accento si pronuncia come uno scevà                                                |
| o       | ɔ, o /ə/ | accentata si pronuncia sia come la ò che come la ó italiane. senza accento si pronuncia come uno scevà                                                |
| i       | i, /j/   | come in italiano |
| u       | u, /w/   | come in italiano |

| Lettera | IPA                      | Pronuncia |
| ------- | ------------------------ | --- |
| p       | /p/ [b]                  | si pronuncia come in italiano è una b dopo la m |
| b       | /b/                      | si pronuncia come in italiano, sempre geminata davanti a una vocale |
| t       | /t/ [d]                  | si pronuncia come in italiano è una d dopo la n |
| d       | /d/                      | si pronuncia come in italiano |
| c       | /k/ [ɡ]; /tʃ/ [d͡ʒ]       | si pronuncia come in italiano è una g dopo la n |
| g       | /ɡ/; /d͡ʒ/                | si pronuncia come in italiano, sempre geminata davanti a una vocale |
| f       | /f/                      | si pronuncia come in italiano |
| v       | /v/                      | si pronuncia come in italiano |
| s       | /s/ [d͡z]; /z/ - /ʃ/; /ʒ/ | si pronuncia come in italiano ma sempre sorda, anche prima delle consonanti sonore /n r l/; [è una z sonora dopo la n] si pronuncia come la s in rosa se è prima della d si pronuncia come la sc in scettro se è prima delle consonanti sorde (tranne /t/) si pronuncia come la ge in garage se è prima delle consonanti sonore (tranne /n d r l/) come m, b, g, v |
| z       | /ts/ [d͡z]; /d͡z/          | si pronuncia come in italiano (zucchero) non è mai però sorda dopo la n si pronuncia come in italiano (zebra) |
| j       | /j/                      | come una i semiconsonante |
| l       | /l/                      | si pronuncia come in italiano |
| m       | /m/                      | si pronuncia come in italiano |
| n       | /n/                      | si pronuncia come in italiano |
| r       | /r/                      | si pronuncia come in italiano |
| q       | /k/ [ɡ]                  | si pronuncia come in italiano |
| h       | -                        | si pronuncia come in italiano |
| x       | /k(ə)s/                  | si pronuncia come in italiano; a volte tra i suoni c e s c'è uno scevà |

| Lettera | IPA | Pronuncia                                                            |
| ------- | --- | -------------------------------------------------------------------- |
| gn      | ɲ   | si pronuncia come in italiano                                        |
| gl(i)   | ʎ   | si pronuncia come in italiano; a volte più simile ad una i fricativa |
| sc      | ʃ   | si pronuncia come in italiano                                        |

#### La pronuncia delle [s]
| [s] | /b/ | /v/ | /ɡ/ | /dʒ/ | /d/ |
| --- | --- | --- | --- | ---- | --- |
| [s] | /ʒ/ | /ʒ/ | /ʒ/ | /ʒ/  | /z/ |
| [s] | /p/ | /f/ | /k/ | /tʃ/ | /t/ |
| [s] | /ʃ/ | /ʃ/ | /ʃ/ | /ʃ/  | /s/ |
| [s] | /m/ |     |     |      | /n/ |
| [s] | /ʒ/ |     |     |      | /s/ |
| [s] |     |     |     | /r/  |     |
| [s] |     |     |     | /s/  |     |
| [s] |     |     |     | /l/  |     |
| [s] |     |     |     | /s/  |     |

## Letteratura
Le prime attestazioni letterarie in lingua napoletana propriamente detta risalgono alla fine del XIII secolo; tuttavia tracce scritte di un idioma volgare parlato nell'area emergono, sia pur in un ambito più vasto rispetto a quello strettamente metropolitano, fin dalla seconda metà del X secolo.

### Placiti cassinesi

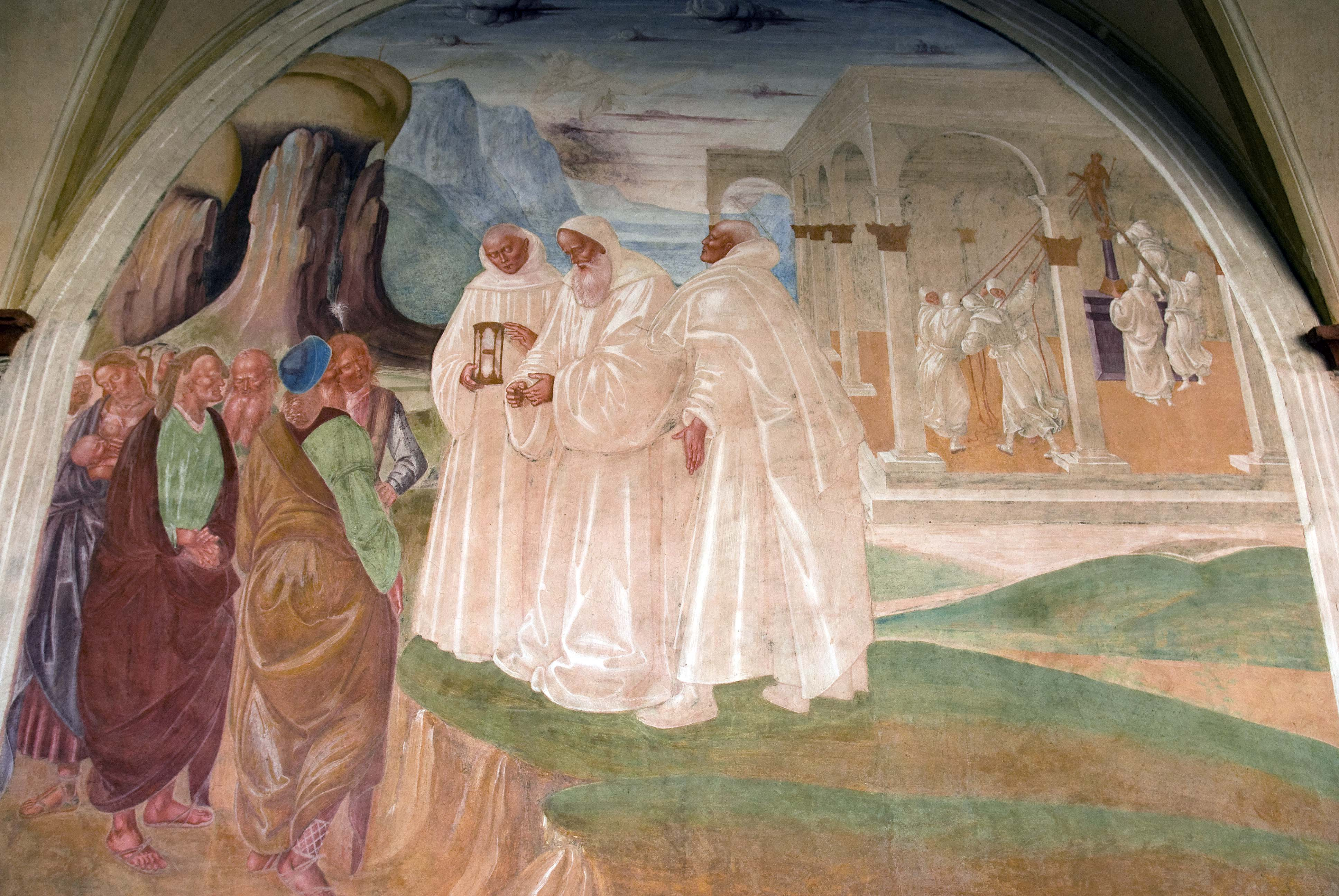
Evangelizzazione dei
cassinati per opera di San Benedetto.

(Capua, marzo 960)
(Sessa, marzo 963)
(Teano, luglio 963)
(Teano, ottobre 963)

### Montecassino
Alle esperienze letterarie dell'Italia meridionale furono sensibili i monaci di Montecassino, centro di un'importante comunità di intellettuali nel Medioevo italiano. L'interesse letterario dei cassinensi, indirizzato prevalentemente a rafforzare l'esperienza della fede e della conoscenza di Dio, fu sollecitato da sempre secondo l'insegnamento lasciato da San Benedetto nella regola da lui redatta. Risalgono all'XI e al XII secolo dei manoscritti in volgare, di cui restano pochi frammenti, conservati nella biblioteca del monastero. È possibile distinguere in questa produzione una varietà di genere e stile insolita rispetto al contesto napolitano, che fu eguagliata solo con poeti toscani del XIII-XIV secolo e i successivi, tra cui Dante, in cui un complesso simbolismo religioso è sostenuto da gradevoli forme liriche, in Eo, sinjuri, s'eo fabello, o anzi in rime di gran pregio stilistico riesce a trapassare un realismo, di chiara ispirazione cristiana, che nella poesia medievale, ma anche nei classici, raramente fu espresso:
(«Il pianto della Vergine Maria»)

### La «scuola siciliana»
Le opere prodotte da un gruppo di poeti del Mezzogiorno, nel XIII secolo, rappresentano l'inizio della letteratura volgare italiana. I loro testi sono assemblati per le tematiche simili, nonché per il sublime lirismo che li caratterizza, e vengono definiti espressione di una corrente letteraria detta «scuola siciliana». Sono le poesie di Giacomo da Lentini, Rinaldo d'Aquino, Pier della Vigna, Giacomino Pugliese e Guido delle Colonne. Dalla Storia della letteratura italiana di Francesco De Sanctis però, che inizia con un'analisi sulla produzione degli scrittori federiciani, costoro sono trattati come il prodotto di un terreno artistico italiano uniforme su cui sarebbe maturata poi la letteratura italiana vera e propria. Inoltre, tanto coloro che adottarono il volgare pugliese quanto quelli che adottarono il volgare siciliano sono chiamati siciliani, perché con tale accezione si connotavano nel duecento, secondo il De Sanctis, coloro che provenivano dal Regno di Sicilia.
como lo ferro at[i]ra no si vede,

ma sì lo tira signorevolmente;
e questa cosa a credere mi 'nvita

ch'amore sia; e dàmi grande fede

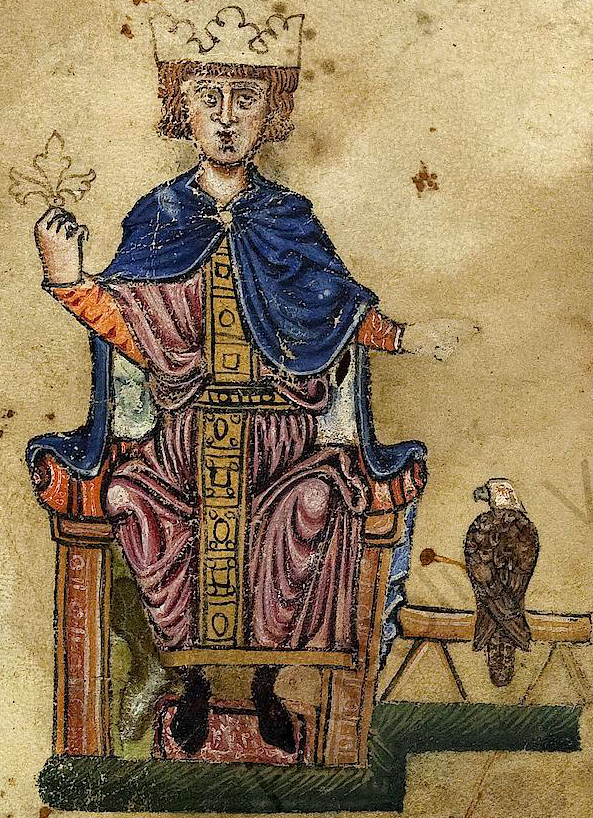
Federico II di Svevia ritratto con il falco (dal De arte venandi cum avibus).

che tuttor sia creduto fra la gente»
(Pier della Vigna)
Gli autori siciliani costituirono un'importante svolta poetica rispetto alla tradizione provenzale, a cui si ispirarono, per aver sublimato ulteriormente le strutture simboliche dei trobadori, estraniando le tematiche cortesi dai motivi politici e religiosi che invece colorivano la poesia occitana. I toscani però, che spesso copiarono i modelli siciliani, poterono evolvere ulteriormente l'esperienza meridionale, privilegiati dalla familiarità con la realtà cittadina e comunale, dove l'identità culturale era fortemente condizionata dall'appartenenza a fazioni politiche o dalla connivenza con corporazioni economiche: così la poesia italiana si arricchì di tutte le innovazioni tematiche e spirituali proprie dei primi ambienti borghesi. D'altra parte la poesia meridionale finì con il cristallizzarsi entro alcuni stereotipi, perché i letterati del Regno di Sicilia erano fortemente condizionati dal sistema centralista e burocratico dello stato unitario, secondo la critica idealista.
Più recentemente alcuni autori stanno mettendo in luce differenze specifiche, rifiutando di considerare lo «stilnovismo» come l'esito o un superamento della poesia meridionale: i rimatori in volgare pugliese sarebbero infatti ispirati da una weltanschauung diversa da quella degli artisti toscani dei liberi comuni, e non riducibile ad una sorta di fase primitiva della poetica toscana, caratterizzata principalmente da tematiche cortigiane interpretate secondo i modelli culturali ghibellini, come l'idea di un'unità della Chiesa, indipendente dalle nazionalità, che sostiene l'unità dell'Impero; come la propaganda per la centralità del potere laico, da cui deve dipendere quello religioso, le politiche sociali e finanziarie; come la volgarizzazione del progetto di ricostruzione di un unico stato cristiano sotto un diritto e un sovrano comune; così coloro che scrissero in siciliano invece fecero propria la tradizione popolare della Sicilia che esprimeva in contrasti amorosi le continue lotte fra fazioni e gruppi politici che per secoli hanno spaccato l'isola, ora araba, ora normanna, ora ortodossa, ora cattolica, con il trionfo finale della civiltà e della tradizione locale contro usurai, feudatari e latifondisti.

### L'età moderna

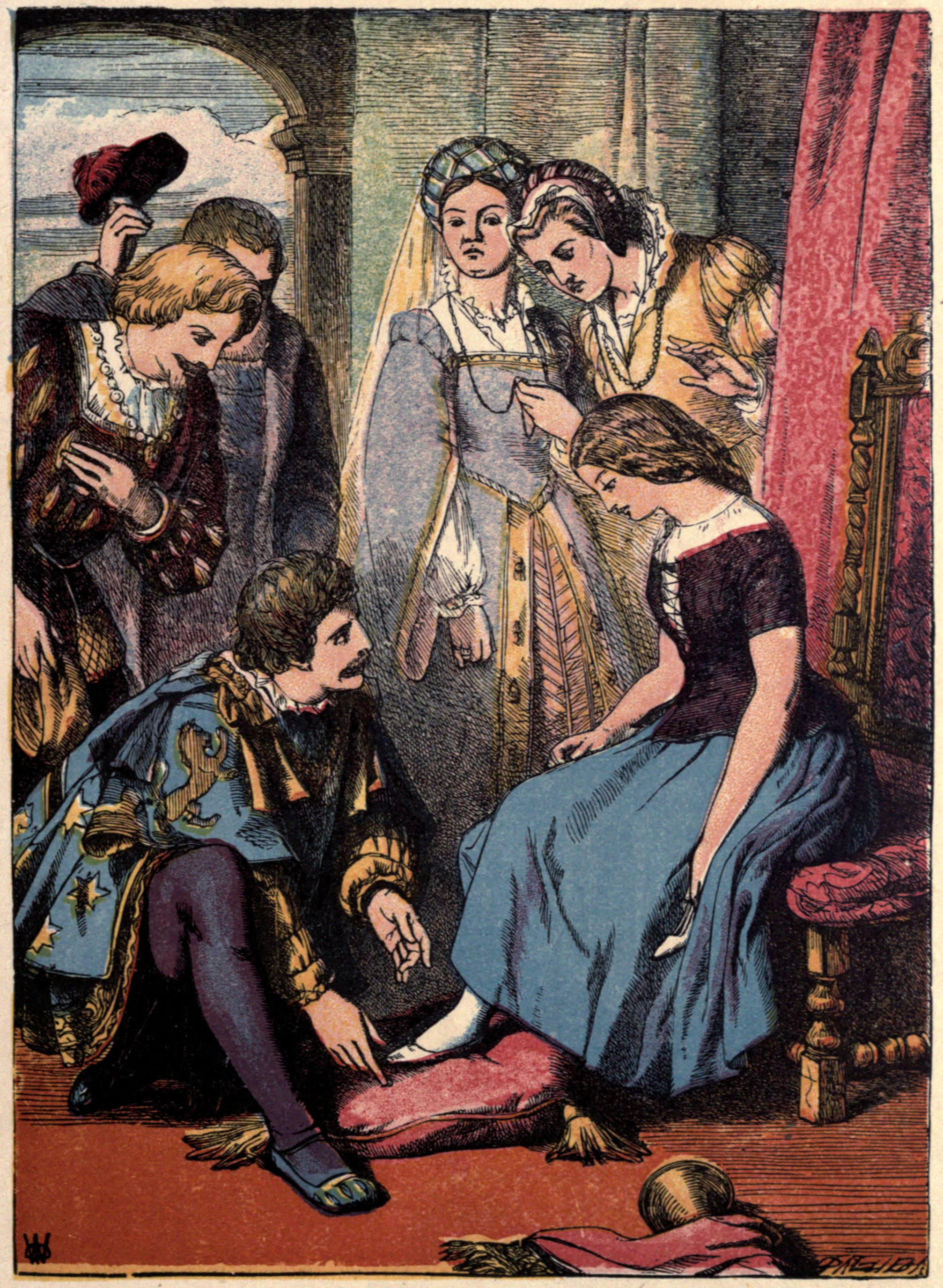
Illustrazione di un'edizione della fiaba di Cenerentola del XIX secolo. Ne' Lo cunto de li cunti esiste la prima trascrizione della favola della letteratura occidentale.

Il più celebre poeta in lingua napoletana dell'età moderna fu Giulio Cesare Cortese. Egli è molto importante per la letteratura dialettale e barocca, in quanto, con Basile, pone le basi per la dignità letteraria ed artistica della lingua napoletana moderna. Di costui si ricorda la Vaiasseide, un'opera eroicomica in cinque canti, dove il metro lirico e la tematica eroica sono abbassati a quello che è il livello effettivo delle protagoniste: un gruppo di vaiasse, donne popolane napoletane, che s'esprimono in lingua. È uno scritto comico e trasgressivo, dove molta importanza ha la partecipazione corale della plebe ai meccanismi dell'azione.

### Prosa
La prosa in volgare napoletano diviene celebre grazie a Giambattista Basile, vissuto nella prima metà del Seicento. Basile è autore di un'opera famosa come Lo cunto de li cunti, scritta in lingua napoletana (e non in dialetto napoletano) e tradotta in italiano da Benedetto Croce, che ha regalato al mondo la realtà popolare e fantasiosa delle fiabe moderne, inaugurando una tradizione ben ripresa da Perrault e dai fratelli Grimm. Altre prose sono alcune volgarizzazioni della regola di San Benedetto, attuata nel monastero di Montecassino nel XIII e nel XIV secolo, e alcuni mea culpa o confessioni rituali scritte dai monaci cassinati per permettere la comprensione dei sacramenti cattolici anche a chi non conosceva la lingua latina.

### Cultura di massa
Negli ultimi tre secoli è sorta una fiorente letteratura in napoletano, in settori anche diversi tra loro, che in alcuni casi è giunta anche a punte di alto livello, come ad esempio nelle opere di Salvatore di Giacomo, Raffaele Viviani, Ferdinando Russo, Eduardo Scarpetta, Eduardo De Filippo, Antonio De Curtis.
Sarebbero inoltre da menzionare nel corpo letterario anche le canzoni napoletane, eredi di una lunga tradizione musicale, caratterizzate da grande lirismo e melodicità, i cui pezzi più famosi (come, ad esempio, 'O sole mio) sono noti in diverse zone del mondo. Esiste inoltre un fitto repertorio di canti popolari, alcuni dei quali sono oggi considerati dei classici.
Va infine aggiunto che, a cavallo del XVII e XVIII secolo, nel periodo di maggior fulgore della cosiddetta scuola musicale napoletana, il suddetto idioma fu utilizzato per la produzione di interi libretti di opere liriche, come Lo frate 'nnammurato del Pergolesi, i quali ebbero ampia diffusione al di fuori dei confini partenopei.